# Ржевски мемориал
Ржевският мемориал на съветския войник (на руски: Ржевский мемориал Советскому солдату) е руски мемориален парк, разположен в Ржевски район на Тверска област. Паркът е посветен на битките при Ржев 1941 – 1943 г.

## Общ преглед
Идеята за изграждането на мемориала идва от ветерани от войната, които колективно пишат до Комитета на Съюзната държава на Русия и Беларус и до разузнавачите на Руското военноисторическо дружество (RMHS) през 2017 г. с молба да създадат паметник в чест на „диамантения“ юбилей на победата. Андрей Коробцов и Константин Фомин са съответните скулптор и архитект за проекта, като и двамата са избрани след международен конкурс, който разглежда въпроса. Издигането на паметника започва през януари 2020 г. и е завършено до началото на май. Въпреки че е завършен навреме за честванията на годишнината на 9 май, е решено, в светлината на пандемията от COVID-19, датата на откриване да бъде изместена месец по-късно. Тя е открита на публична церемония на 30 юни, на която присъстват руският президент Владимир Путин, беларуският президент Александър Лукашенко и ветерани от Червената армия от Втората световна война.

## Паметникът
Паметникът разполага с бронзова 25-метрова статуя на войник от Червената армия, стоящ на 10-метрова могила. На пътя, водещ към могилата, има изображения на войници върху счупени стени, разположени от двете страни, както и имената на онези, които са били убити в действие по време на битката. Около 34 милиона рубли са отделени за паметника от регионалното правителство, заедно с 650 милиона рубли, отпуснати от държавите от Съюза, бюджета на руското правителство и волни пожертвования. Изграждането на паметника също е финансирано и подкрепено от организации като Лукойл. Образът на войник, разтварящ се в долната част на тялото си в ято птици, произхожда от поемата „Журавли“ на Расул Гамзатов, която става емблематична благодарение на адаптацията си по музика на Ян Френкел:
| „ | Мне кажется порою, что солдаты С кровавых не пришедшие полей, Не в землю нашу полегли когда-то, А превратились в белых журавлей. | “ |